# Leo Takae
Leo Takae (japanisch 髙江 麗央 Takae Leo; * 27. Juni 1998 in Kumamoto) ist ein japanischer Fußballspieler.

## Karriere
Takae erlernte das Fußballspielen in der Schulmannschaft der Higashi Fukuoka High School. Seinen ersten Vertrag unterschrieb er 2017 bei Gamba Osaka. Der Verein spielte in der höchsten Liga des Landes, der J1 League. Für den Verein absolvierte er 20 Erstligaspiele. 2020 wurde er an den Zweitligisten FC Machida Zelvia ausgeliehen. Für den Verein aus Machida absolvierte er 41 Zweitligaspiele. Nach der Ausleihe wurde er am 1. Februar 2021 fest von Machida unter Vertrag genommen. Von 2021 bis Juli 2023 bestritt er für Machida 98 Ligaspiele. Am 18. Juli 2023 wechselte er zum ebenfalls in der zweiten Liga spielenden Montedio Yamagata.